# Céüse
Céüse to góra we francuskim departamencie Alpy Wysokie. Jej szczytowy płaskowyż jest nachylony na północ, a po południowej stronie urywa się ścianą skalną o wysokości sięgającej 200 metrów. Céüse jest częścią obszaru Natura 2000
. 

## Obszar wspinaczkowy
Obszar wspinaczkowy Céüse składa się zasadniczo z kilkukilometrowej, półkolistej, położonej poniżej szczytu ściany skalnej. Znajdujący się pośrodku i skierowany na południe rygiel skalny, nazywany również „najpiękniejszą ścianą świata”, zawiera ponad 200 dróg o stopniu trudności od 5c do 9a+ (skala francuska), z których większość ma stopień 7. Najdłuższe drogi sięgają sześciu wyciągów i prowadzą na szczyt.
Najcięższą i najbardziej do tej pory znaną drogą tego obszaru jest Realization (nazywana również Biographie), którą jako pierwszy przeszedł w 2001 roku Chris Sharma. Jest to druga na świecie droga ze stopniem 9a+. Inne słynne drogi to na przykład Three Degrees of Separation (9a), której punktami kluczowymi są trzy miejsca wymagające użycia techniki dyno, zdobyta również przez Sharmę, jak również droga Bah Bah Black Sheep (8c+), którą jako pierwszy przeszedł Dave Graham.